# Ваасан Спорт
«Ваасан Спорт» (фін. Vaasan Sport) — хокейний клуб з міста Вааса, Фінляндія.

## Історія
Клуб «Ваасан Спорт» засновано 1939 року. Хокейна секція заснована у 1962 році. Клуб дебютував у першому сезоні СМ-ліги 1975–1976 років, посівши останнє місце «ІФ Спорт» (тогочасна назва команди) вибув до другого дивізіону, а згодом і до третього, де виступав до 1997 року, поки не здобув право на підвищення, перегравши суперника в овертаймі.
Сезон 2008–09 був успішним, оскільки «Ваасан Спорт» виграв змагання в другому дивізіоні. Однак у кваліфікаційній серії до чотирьох перемог поступились «Ессяту».
Наступні кілька років команда була на межі банкрутства. Згодом клуб вийшов із фінансових труднощів і знову продовжив послідовну боротьбу за підвищення в чемпіонаті.
За підсумками сезону 2013–14 років у другому дивізіоні клуб такі здобув підвищення до Лійги через дебют фінської команди «Йокеріт» у КХЛ.

## Фанати

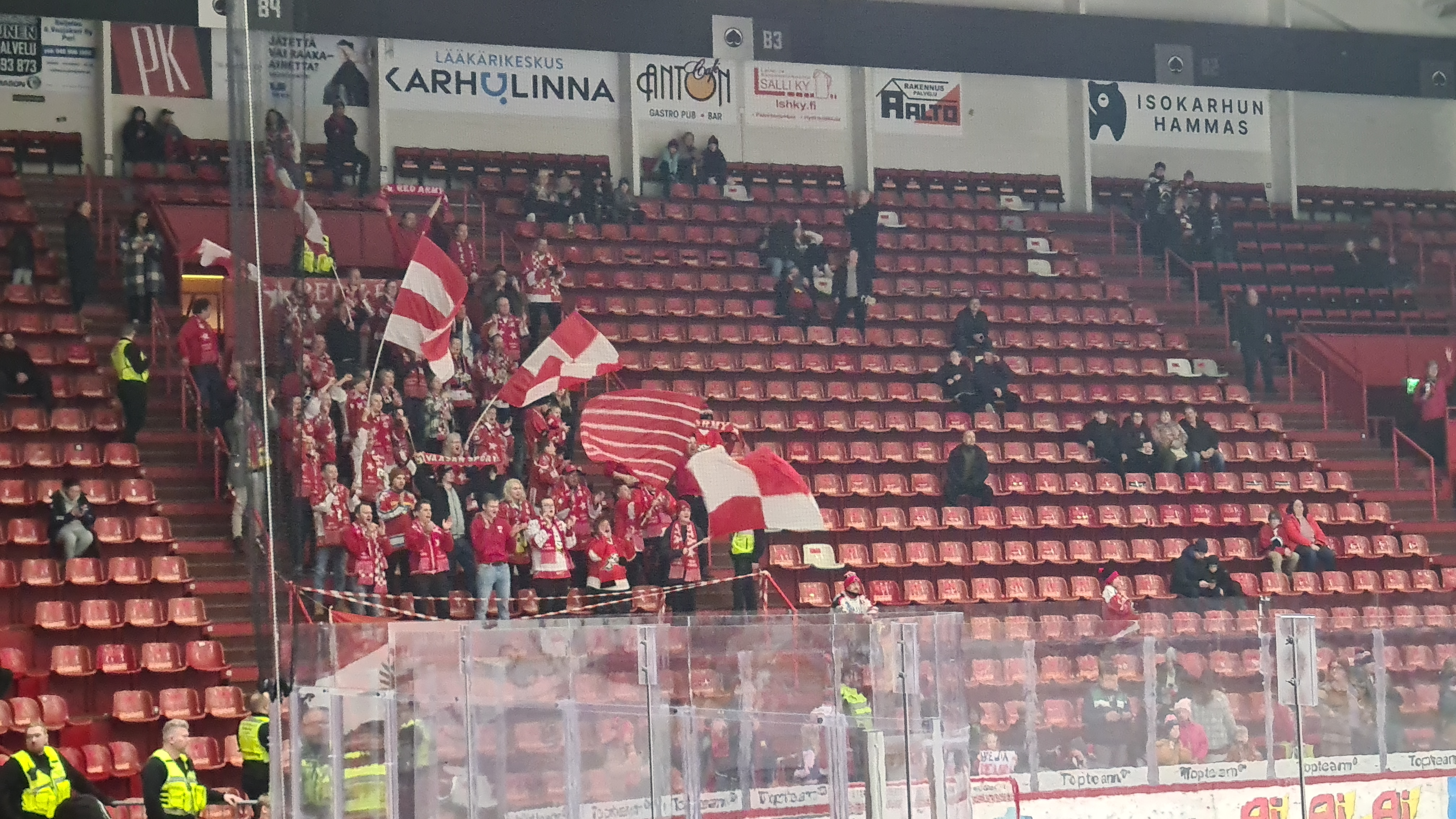
Фан-клуб «Red Army» на виїзному матчі.

Офіційний фан-клуб називається «Red Army». Неофіційний фан-клуб «Ultras 06».

## Домашня арена
«Вааса Арена» відкрита в 1971 році. Стадіон вміщує 4512 глядачів.